# Læderskildpadde
Læderskildpadde (Dermochelys coriacea), også kaldet Havlæderskildpadde, er den største af alle nulevende havskildpadder og det fjerde største moderne krybdyr, kun overgået af tre krokodillearter. Det er den eneste nulevende art i slægten Dermochelys og familien Dermochelyidae (flere andre arter kendes kun fra fossiler). Den kan let skelnes fra andre moderne havskildpadder på grund af dens mangel på et exoskelet. I stedet er dens rygskjold dækket af hud og fedtet kød. Den findes i tropiske og varmt tempererede have i hele verden, og er (som den eneste havskildpadde) også truffet få gange i Danmark. Sidst 3. november 2020, hvor en børnehave fandt et stort dødt eksemplar ved Ballum i Vadehavet.
Som andre skildpaddearter lægger også havlæderskildpaddens hun sine æg i sandet på en strand, hvorefter hun tildækker dem og forlader dem. De nyklækkede skildpaddeunger klækkes således alene, ligesom de vokser op på egen hånd.